# Яків Алий
Яків Алий (рос. Яков Алый, справжнє прізвище — Суховольський; 1880, Єлисаветград — вересень 1920) — робітник, анархо-комуніст, літератор. Член секретаріату конференції «Набат».

## Життєпис
Яків Суховольський народився в 1880 році в Єлисаветграді, в робітничій родині. На початку XX століття приєднався до анархістів і взяв псевдонім «Алий», брав активну участь у революції 1905—1907 років. За революційну діяльність відбував каторгу, з якої повернувся в 1917 році.
Повернувшись до Єлисаветграда, Яків очолив групу анархо-синдикалістів. У листопаді 1918 брав участь у створенні Конфедерації анархістів України «Набат» та її органу «Набат», незмінний член Секретаріату КАУ. У січні — травні 1919 — організатор анархо-синдикалістського руху в Харкові, Катеринославі, Києві. У статтях, опублікованих в «Набаті», критикував більшовизм. До червня 1919 року у зв'язку з загрозою арешту перейшов на нелегальне становище.
З серпня 1919 року входив до РПАУ, співробітник культпросвітвідділу Військово-революційної ради (ВРС) РПАУ. Після розгрому А. І. Денікіна і приходу на Україну червоних в січні 1920 року повернувся до Харкова, але після короткого періоду легальної роботи знову пішов у підпілля. У квітні 1920 року на нелегальній конференції КАУ включений до складу офіційної делегації Секретаріату, яка повинна була вирушити до М. І. Махно для встановлення зв'язку з повстанцями. Разом з іншими членами делегації Яків був заарештований ВУЧК за звинуваченням у зв'язках з Махно, після 9-денного голодування звільнений. У червні 1920 року з великою групою активістів КАУ з Харкова приєднався до РПАУ, влітку 1920 року працював у культпросвітвідділі махновців.
Після укладення Старобельської угоди махновців з радянською владою (жовтень 1920) Яків, який перебував у цей момент у Харкові, виїхав до Гуляй Поля разом з І. Гутманом і Саф'яном, як представники Секретаріату КАУ, направлені для відновлення зв'язків з махновцями та налагодження анархічної роботи на підконтрольних махновцям територіях. У дорозі всі троє зникли безвісти в районі станції Міллерово.